# Rhagoditta phalangium
Rhagoditta phalangium es una especie de arácnido  del orden Solifugae de la familia Rhagodidae.

## Distribución geográfica
Se distribuye por Israel y el norte de África.